# Dear (Boris)
Dear è il ventitreesimo album in studio del gruppo musicale giapponese Boris, pubblicato nel 2017.

## Tracce

### Daymare 2CD
Disco 1
1. D.O.W.N. -Domination of Waiting Noise- – 6:05
2. 詩 ("DEADSONG") – 6:42
3. 絶対自我 ("Absolutego") – 4:55
4. かのひと ("Beyond") – 6:39
5. 蜉蝣 ("Kagero") – 5:34
6. ビオトープ ("Biotope") – 5:32
7. The Power – 7:40
8. Memento Mori – 4:48
9. 何処へ ("Dystopia -Vanishing Point-") – 11:51
10. Dear – 9:23

Disco 2
1. More – 7:17
2. Evil Perspective – 7:01
3. D.O.W.N -Domination of Waiting Noise- (Full version) – 9:42

### Sargent House CD
1. D.O.W.N. -Domination of Waiting Noise- – 6:05
2. DEADSONG (詩) – 6:42
3. Absolutego (絶対自我) – 4:55
4. Beyond (かのひと) – 6:39
5. Kagero (蜉蝣) – 5:34
6. Biotope (ビオトープ) – 5:32
7. The Power – 7:40
8. Memento Mori – 4:48
9. Dystopia -Vanishing Point- (何処へ) – 11:51
10. Dear – 9:23

## Formazione
- Takeshi – basso, chitarra, voce
- Wata – chitarra, voce, effetti, echo
- Atsuo – batteria, voce